# Клайв Къслър
Клайв Къслър (на английски: Clive Eric Cussler) е американски писател на бестселъри в жанра приключенски трилър и техно-трилър, а също и изявен морски археолог. В България е издаван и като Клайв Каслър.

## Биография и творчество
Клайв Къслър е роден на 15 юли 1931 г. в Аурора, щата Илинойс, САЩ. Син на Ерик и Ейми Къслър. Той е израснал в Алхамбра, Калифорния. Носещ от малък духа на приключенията, на 14-годишна възраст, той е удостоен с ранг „Скаут орел“.
Учи в продължение на две години от 1949 до 1950 г. в колежа на град Пасадена, след което е мобилизиран във Военновъздушните сили на САЩ по време на Корейската война. По време на службата си във ВВС, от 1951 до 1954 г., работи като самолетен механик и последователно е повишен до старши сержант и инженер полети за военния въздушен транспорт (MATS).
Клайв Къслър се жени за Барбара Найт през 1955 г. и бракът им продължава близо петдесет години до смъртта ѝ през 2003 г. Заедно имат три деца, Тери, Дърк и Дейна.

### Рекламна дейност
След освобождаване му от армията, Къслър първоначално отива да работи в компанията „Aquatic Marine“ за водолазна екипировка в Нюпорт Бийч като продавач-консултант, а после в рекламната индустрия, в началото като копирайтър. През 1961 г. става съосновател на рекламната компания „Bestgen и Cussler“ в Нюпорт Бийч, Калифорния и в нея работи до 1965 г.
През 1965 г. започва работа в рекламната агенция „Darcy“ в Холивуд като творчески директор. През същата година съпругата му започва работа към районното полицейско управление. Тя често работи нощна смяна, а той се грижи за децата, докато спят. Вечер няма с кого да говори, поради което решава да започне да пише роман.
През 1968 – 1969 г. завършва колежа „Ориндж Коуст“ на Университета на Лос Анджелис.
От 1970 до 1975 г. работи в рекламната компания „Mefford, Wolff and Weir“ в Денвър, като творчески директор и вицепрезидент. Като част от задълженията си в рекламните агенции Къслър произвежда радио и телевизионни реклами, с много от които печели много награди – награда на фондация "Форд” -1965/66 г. за най-добра промоционална кампания, първа награда на Чикагския филмов фестивал 1966 г. за най-добри реклами на живо, наградата на „International Broadcasting“ 1964, 1965, 1966, 1972 и 1973 г. за най-добри радио и телевизионни реклами, първа награда, филмов фестивал във Венеция, 1972 г., наградите „Clio“ 1972, 1973 и 1974 г. за телевизионни и радио реклами, както и наградата „Златен лъв“ на Международния рекламен фестивал в Кан.

#### Ранно творчество
Успоредно с работата му в рекламата Къслър продължава да пише. Първият си роман публикува пред 1973 г. С него започва впечаляващата серия от техно-трилъри с главен герой морския инженер, представител на правителството и авантюрист, Дърк Пит. Първите два романа – „Средиземноморският храст“ и „Айсберг“ са сравнително конвенционални морски трилъри. Третият „Raise the Titanic!“ затвърждава репутацията на Къслър и установява образеца на следващите му романи – от опасни приключения и високите технологии, участие на мегаломански злодеи, изгубени кораби, красиви жени, и загадъчни потънали съкровища. В тях той често търси футуристични възможности и вероятности за промяна на реалните исторически събития и факти (за Линкълн, Атлантида и др.). Къслър не използва военни сюжети, а прави своите романи в стила на филмите за Джеймс Бонд или Индиана Джоунс. В живота си Къслър донякъде прилича на „морския“ Индиана Джоунс.
Къслър кръщава героя си „Дърк Пит“ по името на собствения си син, Дърк Къслър. С романа „Black Win“ през 2004 г. Къслър започва да предава „управлението“ на героя си на своя син, като пишат поредица от съавторски произведения, а сюжета им насочва фокуса си върху сина на Дърк Пит – Пит-младши.

#### Национална подводна и морска агенция (НПМА)
След 1975 г. Къслър напуска рекламния бизнес и се отдава на писателската си кариера. При извършване на проучвания за романите си той обикаля пустините в американския Югозапад в търсене на изгубени златни мини, гмурка се в изолирани езера в Скалистите планини, в търсене на изгубени въздухоплавателни средства, или търси в моретата и океаните потънали кораби с историческо значение.
През 1979 г. Къслър става основател и председател на Национална подводна и морска агенция“ (NUMA) – организация с нестопанска цел (501/c/3), по името на федералната агенция, описана в романите му. Тя се посвещава на запазването на американската морска и военноморска история. Къслър и екипажа му от морски експерти и водолази-доброволци са открили повече от 60 исторически значими подводни обекти и корабокрушения. В списъка им са първата подводница „Hunley“ на Конфедерацията и кораба на Съюза „Housatonic“, „Карпатия“ – кораба-спасител на оцелелите от „Титаник“ и потънал 6 години след него, подводницата U-20 потопила кораба „Лузитания“, кораба „Cumberland“, дирижабъла „Акрон“ на тексаския военен флот, и на кораба „Manassas“ – първия броненосец от Гражданската война, преустроен от ледоразбивача „Enoch Train“.
Къслър е международно признат авторитет в областта на подводните издирвания. За работата си в морската археология и историческото съхранение на артефактите той е получил редица награди, като наградата „Lowell Thomas“ на Клуба на откривателите на Ню Йорк за подводните изследвания, и академичната награда „Lightspan“ за върхови постижения и изключителен принос към образованието.
През септември 1998 г. NUMA дарява всички открити артефакти на държавните и федералните власти, на музеи и университети, и стартира собствен сайт, на който са представени подробно всички експедиции, за желаещите да получат повече информация за морската история или да се включат към проучванията.
Първата документална книга за дейността на NUMA „Морски ловци“ (The Sea Hunters: True Adventures With Famous Shipwrecks) е издадена през 1994 г., в съавторство с Крейг Дърго, и отразява неговия опит в морските изследвания. Съветът на настоятелите на морския колеж на Щатския университет на Ню Йорк, признава документалната му книга „Морски ловци“, вместо на докторска дисертация и присъжда през май 1997 г. на Къслър званието „доктор хонорис кауза“. Това е първият път, когато тази степен е връчена от основаването на колежа през 1874 г.
През 2002 г., след издаване на втората част на „Sea Hunters“, на Къслър е присъдена наградата „Военноморско наследство“ на Военноморския флот на САЩ за приносът му в областта на проучването на морските дълбини.
Къслър е член и сътрудник към Клуба на откривателите на Ню Йорк, Американското общество на Океанографите и на Кралското географско дружество в Лондон.

#### Късно творчество и съавторски произведения
В края на 20-и и началото на 21 век става модерно да се пишат съавторски романи, чрез които работата на по-неизвестните писатели да се съчетава с опита и репутацията на по-известните им колеги.
През 1999 г. Къслър, в съавторство с Пол Кемпрекос, започва да пише серията романи „NUMA“, в която героят Кърт Остин е шеф на Специалния отряд към НАМПД (NUMA). В тези морски трилъри конспирациите и приключенията са съчетани с опита на Къслър в подводните изследвания. През 2009 г. поредицата продължава в съавторство с Греъм Браун.
През 2003 г. започва нова серия трилъри „Досиетата „Орегон“ в съавторство с писателя Крейг Дърго. През 2005 г. поредицата продължава с участието на автора Джак Дю Брул. В нея непобедимия герой на бурните морета Хуан Кабрило и разнородният му екипаж на борда на тайния шпионски кораб „Орегон“, се справят с международни заговори и смъртоносни интриги, сред безброй приключения и опасности, в борба срещу тероризма и престъпността. Серията е свързана с романа от серията „Дърк Пит“ – „Азиатска вълна“, където за пръв път се появява.
През 2007 г. Къслър стартира серията трилъри „Приключенията на Айзък Бел“, която продължава през 2009 г. в съаторство с писателя Джъстин Скот. В тях главен герой е високия, жилав и непоколебим детектив Айзък Бел. Неговите разследвания на убийства и криминални загадки също донякъде са свързани с намиране на подводни находки в началото на 20 век.
През 2009 г. започва още една серия романи „Приключенията на Фарго“ в съаторство с писателя Грант Блекууд, продължена през 2010 г. с Джъстин Скот. В романите герои са съпрузите Сам и Реми Фарго, които с професионална иманярска страст и умения, със здрава логика и обширни познания по история и култура, се впускат в открития и опасности.
Къслър е автор и на два романа за деца с приключенска тематика.
Произведенията на Клайв Къслър са много харесвани и повече от седемнадесет от неговите заглавия са включвани в списъците на бестселърите на „Ню Йорк Таймс“. Те са преведени и издадени на повече от 40 езика в над 100 различни държави по света, в над 125 милиона екземпляра.
От 2004 г. организацията „Clive Cussler Collector“ дава годишна награда от 1000$ за най-добър приключенски трилър на годината.

#### Екранизации
Произведенията на Къслър винаги са предизвиквали интереса на киноиндустрията. През 1980 г. по романа му „Raise the Titanic!“ се снима филма „Изваждането на „Титаник“ с участието на Джейсън Робъртс, Ричард Джордан като Дърк Пит, и Ан Арчър. Къслър не харесва киноадаптацията и дълги години не дава разрешение за снимане на неговите художествени романи.
През 2002 – 2006 г. по документалната му книга „Морските ловци“ се снима от „Eco-Nova“ (Халифакс, Канада) и „National Geographic“ едноименния документален телевизионен сериал, в който той участва лично в 7 епизода през 2002 г.
През 2005 г. романът му „Сахара“ е филмиран в едноименния филм с участието на Матю Макконъхи, Пенелопе Крус, Ева Рохас и Стийв Зан.

#### Хоби
Подобно на своя герой, Дърк Пит, Къслър също е запален ентусиаст на класически автомобили. Притежава около 100 от най-добрите модели от 1906 до 1965 г. На 4 юни 2005 г. на базата на колекцията си открива собствен музей в Арвада, Колорадо. Член е на Американския клуб на класическите автомобили.
Със своя неуморим характер и изследователски дух, Къслър живее в къщите си в Телърайд, Колорадо и Парадайз Вали, Аризона, както и на различни различни моторни, летателни и плаващи машини.

## Произведения

### Серия „Приключенията на Дърк Пит“(The Dirk Pitt Adventures)
1. Pacific Vortex! (1983) (издаден по-късно, но първи в хронологията на серията)
Тихоокеански водовъртеж, изд.: Диамант, София (2001), прев. Мария Неделева
2. The Mediterranean Caper (Mayday!) (1973)
Средиземноморският храст, изд.: Диамант, Бургас (2001), прев. Мария Неделева
3. Iceberg (1975)
Айсберг, ИК „Албор“, София (1995), прев. Боян Николев (заедно с Джеймс Хардли Чейс, „Ще се смея последен“)
4. Raise the Titanic! (1976)
Да извадим Титаник, изд.: Диамант, Бургас (1995), прев. Мария Неделева
5. Vixen 03 (1976)
Виксън 03, изд.: Диамант, Бургас (1994), прев. Мария Неделева
6. Night Probe! (1981)
Нощно издирване, изд.: Диамант, София (1998), прев. Мария Неделева
7. Deep Six (1984)
Изхвърлени в морето, изд.: Диамант, София (1997), прев. Мария Неделева
8. Cyclops (1986)
Циклопи, изд.: Диамант, Бургас (1998), прев. Мария Неделева
9. Treasure (1988)
Съкровище, изд.: Диамант, Бургас (1995), прев. Тодор Кенов, Ангел Белорешки
10. Dragon (1990)
Дракон, изд.: Диамант, Бургас (1995), прев.
11. Sahara (1992)
Сахара, изд.: Диамант, Бургас (1994), прев. Дончо Градинаров
12. Inca Gold (1991)
Златото на инките, изд.: Диамант, Бургас (1996), прев. Тодор Кенов, Ангел Белорешки
13. Shock Wave (1995)
Ударна вълна, изд.: Диамант, Бургас (1996), прев. Мария Неделева
14. Flood Tide (1997)
 Азиатска вълна, изд.: Диамант, Бургас (1998), прев. Мария Неделева, Милена Томова
15. Atlantis Found (1999)
Атлантида открита, изд.: Диамант, Бургас (2000), прев. Мария Неделева
16. Valhalla Rising (2001)
Възкръсналите, ИК „Диамант“ Бургас (2005), прев. Мария Неделева; Цербер, ИК „Бард“, София (2013), прев. Асен Георгиев;
17. Trojan Odyssey (2003)
18. Black Wind (2004) – в съавторство с Дърк Къслър
19. Treasure of Khan (2006) – с Дърк Къслър
20. Аrctic Drift (2008) – с Дърк Къслър 
Арктическо течение, ИК „Бард“, София (2012), прев. Борян Николаев
21. Crescent Dawn (2010) – с Дърк Къслър 
Залезът на полумесеца, ИК „Бард“, София (2011), прев. Асен Георгиев
22. Poseidon's Arrow (2012) – с Дърк Къслър 
Стрелата на Посейдон, ИК „Бард“, София (2013), прев. Милко Стоименов
23. Havana Storm (2014) – с Дърк Къслър 
Буря в Хавана, ИК „Бард“, София (2015), прев. Владимир Германов
24. Odessa Sea (2016) – с Дърк Къслър 
Черно море, ИК „Бард“, София (2018), прев. Асен Георгиев
25. Celtic Empire (2019) – с Дърк Къслър 
Келтска империя, ИК „Бард“, София (2019), прев.
26. The Devil's Sea (2021)
Дяволско море, ИК „Бард“, София (2023), прев. Асен Георгиев
27. The Corsican Shadow (2023)
Корсиканска сянка, ИК „Бард“, София (2025), прев. Асен Георгиев

### Серия „Архивите на НАПМД“(The NUMA Files – Kurt Austin)
1. Serpent (1999 – с Пол Кемпрекос
Загадката „Серпента“, изд.: Venus Press, София (2001), прев.
2. Blue Gold (2000) – с Пол Кемпрекос 
Синьо злато, изд.: Venus Press, София (2003), прев.
3. Fire Ice (2002) – в съавторство с Пол Кемпрекос 
Огнен лед, изд.: Venus Press, София (2005), прев.
4. White Death (2003) – с Пол Кемпрекос 
Бяла смърт, ИК „Бард“, София (2006), прев. Венцислав Божилов
5. Lost City (2004) – с Пол Кемпрекос 
Изгубеният град, изд.: Pro Book, София (2012), прев. Ирина Манушева
6. Polar Shift (2005) – с Пол Кемпрекос 
Смяна на полюсите, изд.: Pro Book, София (2015), прев. Емануил Томов
7. The Navigator (2007) – с Пол Кемпрекос 
Навигаторът, изд.: Pro Book, София (2014), прев. Мариана Христова
8. Medusa (2009) – с Пол Кемпрекос 
Медуза, изд.: Pro Book, София (2013), прев. Александър Владовски
9. Devil's Gate (2011) – с Греъм Браун
Портата на дявола, изд.: Pro Book, София (2013), прев. Боряна Борисова
10. The Storm (2012) – с Греъм Браун 
Бурята, изд.: Pro Book, София (2013), прев. Александър Владовски
11. Zero Hour (2013) – с Греъм Браун
Часът нула, изд.: Pro Book, София (2014), прев. Мариана Христова
12. Ghost Ship (2014) – с Греъм Браун 
Призрачният кораб, изд.: Pro Book, София (2014), прев. Емануил Томов
13. The Pharaoh's Secret (2015) – с Греъм Браун 
Тайната на фараоните, изд.: Pro Book, София (2018), прев. Боряна Даракчиева
14. Nighthawk (2017) – с Греъм Браун
Козодой, изд.: Pro Book, София (2019), прев. Боряна Даракчиева
15. The Rising Sea (2018) – с Греъм Браун
Океанът се надига, изд.: Pro Book, София (2021), прев. Боряна Даракчиева
16. Sea of Greed (2018)
Море от алчност, изд.: Pro Book, София (2022), прев. Боряна Даракчиева
17. Journey of the Pharaohs (2020)
Пътешествието на фараоните, изд.: Pro Book, София (2023), прев. Тодор Кенов
18. Fast Ice (2021)
Бърз лед, ИК „Бард“, София (2023), прев. Боряна Даракчиева
19. Dark Vector (2022)
20. Candor's Fury (2023)
21. Desolation Code (2024)

### Серия „Досиетата „Орегон“(The Oregon Files)
1. Golden Buddha (2003) – с Крейг Дърго
2. Sacred Stone (2004) – с Крейг Дърго 
Свещеният камък, ИК „Бард“, София (2010), прев. Анна Христова
3. Dark Watch (2005) – с Джак Дю Брул
Досиетата „Орегон“, ИК „Бард“, София (2007), прев. Юлия Чернева
4. Skeleton Coast (2006) – с Джак Дю Брул 
Брегът на скелетите, ИК „Бард“, София (2008), прев. Асен Георгиев
5. Plague Ship (2008) – с Джак Дю Брул 
Корабът на чумата, ИК „Бард“, София (2009), прев. Елена Чизмирова
6. Corsair (2009) – с Джак Дю Брул 
Корсар, ИК „Бард“, София (2009), прев. Елена Чизмарова
7. The Silent Sea (2010) – с Джак Дю Брул 
Тайната на остров Пайн, ИК „Бард“, София (2010), прев. Асен Георгиев
8. The Jungle (2011) – с Джак Дю Брул 
Джунглата, ИК „Бард“, София (2012), прев. Асен Георгиев
9. Mirage (2013) – с Джак Дю Брул 
Мираж, ИК „Бард“, София (2014), прев. Асен Георгиев
10. Piranha (2015) – с Бойд Морисън
Пираня, ИК „Бард“, София (2017), прев. Венцислав Божилов
11. The Emperors Revenge (2016) – с Бойд Морисън
Отмъщението на императора, ИК „Бард“, София (2018), прев. Асен Георгиев
12. Typhoon Fury (2017) – с Бойд Морисън
Яростта на тайфуна, ИК „Бард“, София (2019), прев. Радослав Христов
13. Shadow Tyrants (2018) – с Бойд Морисън
Тирани в сенките, ИК „Бард“, София (2021), прев. Асен Георгиев
14. Final Option (2019) – с Бойд Морисън
Последен шанс, ИК „Бард“, София (2021), прев. Асен Георгиев
15. Marauder (2020) – с Бойд Морисън
Мародер, ИК „Бард“, София (2022), прев.
16. Hellburner (2022)
Огненият кораб, ИК „Бард“, София (2023), прев. Асен Георгиев
17. Fire Strike (2023) – с Майк Мейдън
Горещ пясък, ИК „Бард“, София (2024), прев.
18. Ghost Soldier (2024)

### Серия „Приключенията на Айзък Бел“(Isaac Bell Adventures)
1. The Chase (2007)
Преследването, изд.: Pro Book, София (2011), прев. Валерий Русинов
2. The Wrecker (2009) – с Джъстин Скот
Саботьорът, изд.: Pro Book, София (2012), прев. Валерий Русинов
3. The Spy (2010) – с Джъстин Скот 
Шпионинът, изд.: Pro Book, София (2012), прев. Боряна Даракчиева
4. The Race (2011) – с Джъстин Скот 
Съзтезанието, изд.: Pro Book, София (2012), прев. Емануил Томов
5. The Thief (2012) – с Джъстин Скот 
Крадецът, изд.: Pro Book, София (2013), прев. Боряна Даракчиева
6. The Striker (2013) – с Джъстин Скот
Стачникът, изд.: Pro Book, София (2014), прев. Емануил Томов
7. Тhe Bootlegger (2014) – с Джъстин Скот 
Контрабандистът, изд.: Pro Book, София (2015), прев. Стефан Георгиев
8. The Assassin (2015) – с Джъстин Скот
9. The Gangster (2016) – с Джъстин Скот
10. The Cutthroat (2017) – с Джъстин Скот
11. The Titanic Secret (2019) – с Джак Дю Брул 
Тайната на Титаник, изд.: Pro Book, София (2022), прев. Десислва Сивилова
12. The Saboteurs (2020) – с Джак Дю Брул 
Метежниците, изд: Pro Book, София (2022), прев. Десислава Сивилова
13. The Sea Wolves (2022)
14. The Heist (2024)

### Серия „Приключенията на семейство Фарго“(Fargo Adventures)
1. Spartan Gold (2009) – с Грант Блекууд
Златото на Спарта, изд.: Pro Book, София (2011), прев. Ирина Манушева
2. Lost Empire (2010) – с Грант Блекууд 
Изгубената империя, изд.: Pro Book, София (2012), прев. Ирина Манушева
3. The Kingdom (2010) – с Грант Блекууд 
Кралството, изд.: Pro Book, София (2012), прев. Емануил Томов
4. The Tombs (2010) – с Томас Пери
Гробниците, изд.: Pro Book, София (2013), прев. Емануил Томов
5. The Mayan Secrets (2013) – с Томас Пери 
Тайните на маите, изд.: Pro Book, София (2015), прев. Стефан Георгиев
6. The Eye of Heaven (2014) – с Ръсел Блейк 
Небесното око, изд.: Pro Book, София (2022), прев. Боряна Даракчиева
7. The Solomon Curse (2015) – с Ръсел Блейк
8. Pirate (2016) – с Робин Бурсел
9. The Romanov Ransom (2017) – с Робин Бурсел
10. The Gray Ghost (2018) – с Робин Бурсел
11. The Oracle (2019) – с Робин Бурсел
12. Wrath of Poseidon (2020) – с Робин Бурсел

### Детски романи
- The Adventures of Vin Fiz (2006)
- The Adventures of Hotsy Totsy (2010)

### Документалистика
- The Sea Hunters: True Adventures With Famous Shipwrecks (1994) – с Крейг Дърго
Морски ловци, изд.: Диамант (2000), прев. Мария Неделева
- Clive Cussler and Dirk Pitt Revealed (1998) – с Крейг Дърго
- The Sea Hunters II: Diving the World's Seas for Famous Shipwrecks (2002) – с Крейг Дърго
- The Chase (2007)
Преследването, изд.: Pro Book, София (2011), прев. Валерий Русенов
- Built for Adventure: The Classic Automobiles of Clive Cussler and Dirk Pitt (2011)
- Built to Thrill: More Classic Automobiles from Clive Cussler and Dirk Pitt (2016) – в съавторство

## Екранизации
- Raise the Titanic (1980)
- The Sea Hunters (2002 – 2006)
Морските ловци
- Sahara (2005)
Сахара

## Книги за Клайв Къслър
- The Collector's Guide to Clive Cussler (2000) – от Уейн Валеро
- From the Mediterranean Caper to Black Wind: A Bibliography of Clive Cussler (2005) – от Уейн Валеро